# IVBX-2
O Índice Valor BM&FBOVESPA (IVBX 2 B3) é um índice econômico brasileiro desenvolvido pela B3 e pelo jornal Valor Econômico. Reúne 50 empresas que, embora consideradas de segunda linha, apresentam um excelente conceito junto aos investidores, tanto em termos de valor de mercado como de liquidez de suas ações.

## 1ª Prévia da Carteira teórica do IVBX-2 válida para o quadrimestre Jan. a Abr. 2010
1. GETI4 AES TIETE
2. ALLL11 ALL AMER LAT UNT
3. BTOW3 B2W VAREJO
4. BRAP4 BRADESPAR
5. BRTO4 BRASIL TELEC
6. BRKM5 BRASKEM
7. PRGA3 BRF FOODS
8. CCRO3 CCR RODOVIAS
9. CMIG4 CEMIG
10. CESP6 CESP
11. CPLE6 COPEL
12. CSAN3 COSAN
13. CPFE3 CPFL ENERGIA
14. CYRE3 CYRELA REALT
15. DTEX3 DURATEX

1. ECOD3 ECODIESEL
2. ELET3 ELETROBRAS
3. ELPL6 ELETROPAULO
4. EMBR3 EMBRAER
5. FIBR3 FIBRIA
6. FFTL4 FOSFERTIL
7. GFSA3 GAFISA
8. GOLL4 GOL
9. GVTT3 GVT HOLDING
10. JBSS3 JBS
11. KLBN4 KLABIN S/A
12. LIGT3 LIGHT S/A
13. LLXL3 LLX LOG
14. LAME4 LOJAS AMERIC
15. LREN3 LOJAS RENNER
16. MMXM3 MMX MINER
17. MRVE3 MRV
18. NATU3 NATURA
19. NETC4 NET
20. PCAR5 P.ACUCAR-CBD
21. PDGR3 PDG REALT
22. POSI3 POSITIVO INF
23. RDCD3 REDECARD
24. RSID3 ROSSI RESID
25. SBSP3 SABESP
26. CRUZ3 SOUZA CRUZ
27. SUZB5 SUZANO PAPEL
28. TAMM4 TAM S/A
29. TNLP4 TELEMAR
30. TCSL4 TIM PART S/A
31. TBLE3 TRACTEBEL
32. TRPL4 TRAN PAULIST
33. UGPA4 ULTRAPAR
34. VIVO4 VIVO

## Composição da carteira IVBX-2 para o quadrimestre maio-agosto/2008
1. América Latina Logística
2. Aracruz Celulose
3. B2W
4. Bradespar
5. Brasil Telecom
6. Braskem
7. Companhia de Concessões Rodoviárias
8. CEMIG
9. Cesp
10. Copel
11. Cosan
12. Companhia Paulista de Força e Luz
13. Cyrela Commercial Propert
14. Cyrela Brazil Realty
15. Duratex
16. Eletrobrás
17. Eletropaulo
18. Embraer
19. Energias do Brasil
20. Gafisa
21. Gerdau Metalúrgica
22. Gol Transportes Aéreos
23. Global Village Telecom
24. JBS Friboi
25. Klabin
26. LOCALIZA
27. Lojas Americanas
28. Lojas Renner
29. MRV Engenharia
30. Natura
31. NET
32. Banco Nossa Caixa
33. Grupo Pão de Açúcar
34. Perdigão S.A.
35. Positivo Informática
36. Redecard
37. Rossi Residencial
38. Companhia de Saneamento Básico do Estado de São Paulo
39. Sadia
40. Souza Cruz
41. Suzano Papel e Celulose
42. TAM Linhas Aéreas
43. Oi
44. Telecom Italia Mobile
45. Tractebel
46. Transmissão Paulista
47. Ultrapar
48. Votorantim Celulose e Papel
49. Vivo
50. WEG